# Rivellia unifascia
Rivellia unifascia är en tvåvingeart som beskrevs av Frey 1932. Rivellia unifascia ingår i släktet Rivellia och familjen bredmunsflugor. Inga underarter finns listade i Catalogue of Life.